# جایزه بزرگ سان مارینو ۱۹۸۸
جایزه بزرگ سان مارینو ۱۹۸۸ (انگلیسی: ‎1988 San Marino Grand Prix‎) یک مسابقهٔ موتوری در رشتهٔ اتومبیل‌رانی فرمول یک بود که در تاریخ ۱ مهٔ ۱۹۸۸ در پیست اتومبیل‌رانی دینو فراری واقع در ایمولا، امیلیا-رومانیا، ایتالیا برگزار شد. این گراند پری در میان ۱۶ گراند پری در فصل ۱۹۸۸، مسابقهٔ شمارهٔ ۲ بود.
در این مسابقه که در ۶۰ دور و به مسافت ۳۰۲٫۴ کیلومتر (۱۸۷٫۹۰۳ مایل) برگزار شد، پول پوزیشن توسط آیرتون سنا کسب شد و سریع‌ترین زمان برای طی یک دور پیست که برابر با ۱:۲۹٫۶۸۵ بود نیز توسط آلن پروست به ثبت رسید.
آیرتون سنا از تیم مک‌لارن-هوندا، آلن پروست از تیم مک‌لارن-هوندا و نلسون پیکه از تیم لوتوس-هوندا به‌ترتیب مقام‌های اول تا سوم مسابقه را کسب کردند.

## رده‌بندی قهرمانی پس از مسابقه
| جایگاه | راننده      | امتیاز |
| ------ | ----------- | ------ |
| ۱      | آلن پروست   | ۱۵     |
| ۲      | آیرتون سنا  | ۹      |
| ۳      | گرهارد برگر | ۸      |
| ۴      | نلسون پیکه  | ۸      |
| ۵      | درک وارویک  | ۳      |
| منبع:  |             |        |

| جایگاه | سازنده       | امتیاز |
| ------ | ------------ | ------ |
| ۱      | مک‌لارن-هوندا | ۲۴     |
| ۲      | فراری        | ۱۰     |
| ۳      | لوتوس-هوندا  | ۹      |
| ۴      | بنتون-فورد   | ۴      |
| ۵      | اروز-مگاترون | ۳      |
| منبع:  |              |        |

یادداشت
- تنها پنج جایگاه نخست از هر رده‌بندی نمایش داده شده‌است.